# 日本国憲法第102条
日本国憲法 第102条（にほんこく（にっぽんこく）けんぽうだい102じょう）は、日本国憲法の第11章にある条文で、日本国憲法施行当初の参議院議員の任期について規定している。

## 条文
日本国憲法、e-Gov法令検索。

第百二条この憲法による第一期の参議院議員のうち、その半数の者の任期は、これを三年とする。その議員は、法律の定めるところにより、これを定める。

## 沿革

### 大日本帝国憲法
なし

### 憲法改正要綱
なし

### GHQ草案
なし

### 憲法改正草案要綱
「憲法改正草案要綱」、国立国会図書館「日本国憲法の誕生」。

第四十二参議院議員ノ任期ハ第一期ノ議員ノ半数ニ当ル者ノ任期ヲ除クノ外六年トシ三年毎ニ議員ノ半数ヲ改選スルコト

### 憲法改正草案
「憲法改正草案」、国立国会図書館「日本国憲法の誕生」。

第九十九条この憲法による第一期の参議院議員のうち、その半数の者の任期は、これを三年とする。その議員は、法律の定めるところにより、これを定める。

## 解説
参議院議員の任期は6年であるが、3年ごとに半数改選としていることから、これに整合させるため、日本国憲法施行時に在籍する参議院議員の任期については半数を規定どおりの6年とし、残り半数が3年として第2回参議院議員通常選挙の改選議席にあてるものとした。
この規定に基づいて行われた第1回参議院議員通常選挙においては、得票数の多い順から、任期6年の議員、任期3年の議員が決定された（参議院議員選挙法56条2項、69条）。